# Цомакіон Ганна Іванівна
Ганна Іванівна Цомакіон (нар. 1855; Одеса — пом. 1922; Одеса) — авторка книг для павленківської бібліотеки «Жизнь замечательных людей».

## Життєпис
Ганна Цомакіон народилася у 1855 році в Одесі у сім'ї лікаря. Юність провела в Одесі. Згодом вийшла заміж та переїхала зі своїм чоловіком Федором Цомакіоном до Казані, де він отримав місце професора фізичної географії Казанського університету. 
Після смерті чоловіка вона з трьома синами переїхала у Нижній Новгород, де й познайомилася з Флорентієм Павленковим. На той час перевела книгу Ш. Рибо «Психологія уваги». Саме цю книгу й перевидав у 1892 році Павленков. Тоді ж Ганною були написані перші нариси для Павленковської бібліотеки «ЖЗЛ». 
У 1892 році Цомакіон повертається в Одесу, та пише для Павленкова нарис про Сервантеса.
В Одесі була завідувачкою міського педагогічного музею. 
До Ганни Цомакіон в Одесу неодноразово приїздив письменник Володимир Короленко, з яким вона була знайома ще з Нижнього Новгорода. 

## Сім'я
Була дружиною професора физичної географії Казанського університету Федора Цомакіона, у подружжя було троє синів

## Твори
Аторка
- Іван Крамський. Його життя та художня діяльність (1891)
- «Джузеппе Гарібальді. Його життя та діяльність по об'єднанню Італії» (1892)
- «Серантес, його життя та літературна діяльність» (1894)
- «Олександр Іванов. Його життя та художня діяльність» (1894)

Перекладачка
- Ш. Рибо. «Психологія уваги» (1890)